# San Juan (NCR)
San Juan è una città componente delle Filippine, ubicata nella Regione Capitale Nazionale.
San Juan è formata da 21 baranggay:
- Addition Hills
- Balong-Bato
- Batis
- Corazon De Jesus
- Ermitaño
- Greenhills
- Halo-halo (St. Joseph)
- Isabelita
- Kabayanan
- Little Baguio
- Maytunas

- Onse
- Pasadeña
- Pedro Cruz
- Progreso
- Rivera
- Salapan
- San Perfecto
- Santa Lucia
- Tibagan
- West Crame

## Amministrazione
La città è gemellata con:
- San Juan[2]